# Gustav Beckmann (Historiker)
Gustav Beckmann (* 15. Oktober 1864 in Osnabrück; † 26. März 1928 in Erlangen) war ein deutscher Historiker.
Beckmann studierte an der Universität Tübingen und der Friedrich-Wilhelms-Universität zu Berlin, unter anderem bei Heinrich von Treitschke und Gustav von Schmoller. Nach der Promotion bei Julius Weizsäcker 1888 und einer Tätigkeit als Archivar in Naumburg (Saale) wurde er 1891 Mitarbeiter der Historischen Kommission bei der Bayerischen Akademie der Wissenschaften für die Herausgabe der Deutschen Reichstagsakten. Nach der Habilitation bei Karl Theodor von Heigel in München 1902 wurde er 1907 außerordentlicher Professor und 1909 ordentlicher Professor an der Universität Erlangen.
1902 wurde Beckmann außerordentliches, 1914 ordentliches Mitglied der Historischen Kommission, für die er weiterhin Bände der „Älteren Reihe“ der Reichstagsakten herausgab.

## Schriften (Auswahl)
- Das mittelalterliche Frankfurt a. M. als Schauplatz von Reichs- und Wahltagen. Band 1: Die Beherbergung und Verpflegung des Königs und der Fürsten. s. n., Frankfurt am Main 1888 (Zugleich: Berlin, Friedrich-Wilhelms-Universität, phil. Dissertation, 1888; Digitalisat).
- Der Kampf Kaiser Sigmunds gegen die werdende Weltmacht der Osmanen. 1392–1437. Eine historische Grundlegung. Perthes, Gotha 1902 (Zugleich: München, Universität, Habilitations-Schrift, 1902; Digitalisat).
- als Herausgeber: Deutsche Reichstagsakten unter Kaiser Sigmund. Perthes, Gotha.
  - Abteilung 5: 1433–1435 (= Deutsche Reichstagsakten. Band 11). 1898 (Digitalisat);
  - Abteilung 6: 1435–1437 (= Deutsche Reichstagsakten. Band 12). 1901 (Digitalisat).